# Drypideae
Drypideae es una tribu de plantas de la familia Caryophyllaceae. Tiene un solo género, Drypis que es el género tipo con una sola especie Drypis spinosa. Es originario de Grecia.
Sinonimia
- Drypis linneana (Murb. & Wettst.) Murb. & Wettst.
- Drypis spinosa subsp. linneana Murb. & Wettst.[3]
- Drypis jacquiniana (Murb. & Wettst.) Freyn